# NIN (Zeitschrift)
NIN (serbisch-kyrillisch НИН) ist ein wöchentlich erscheinendes serbisches Nachrichtenmagazin, das erstmals 1935 in Belgrad herausgegeben wurde. Der Titel ist ein Akronym für Nedeljne informativne novine (Недељне информативне новине), was übersetzt etwa Wöchentliche Informative Zeitung bedeutet. von 2009 bis 2023 war Ringier durch seine Landesgesellschaft der Haupteigentümer von NIN.
NIN ist ein aktuelles Nachrichtenmagazin, das Einfluss auf die serbischen (und vormals jugoslawischen) Eliten und auf die öffentliche Meinungsbildung in Serbien ausübt. Das Magazin hat 35 Mitarbeiter.
Die Zeitung war häufig Ziel von verbalen Angriffen aus den Reihen der Serbischen Fortschrittspartei von Aleksandar Vučić. 2023 wurde die Beteiligung von Ringier an Jelena Drakovic Petrovic übertragen. Im Januar 2024 kündigte die gesamte Redaktion. Laut Magazin Vreme sei beschlossen worden, NIN zu zähmen und der Regierung „zur Verfügung zu stellen“. Auch das von Ringier heraus gegebene Boulevardblatt Blic gilt laut Tages-Anzeiger als „regierungstreu“.

## NINs Literatur-Auszeichnung
Seit 1954 vergibt NIN jährlich den NIN-Literaturpreis (Ninova nagrada, Нинова награда, Der NIN-Preis), ein wichtiger Literaturpreis für serbische Autoren. Wichtige Preisträger waren Danilo Kiš, Dobrica Ćosić, Aleksandar Tišma, Oskar Davičo, Miroslav Krleža, Mehmed Meša Selimović, Miloš Crnjanski, Milorad Pavić, Bora Ćosić, Dubravka Ugrešić, Milovan Danojlić (1997) sowie Branko Ćopić.

## Herausgeber
Bisherige Chefredakteure und Herausgeber des NIN:
- Slobodan Reljić 2002 – heute
- Stevan Nikšić
- Dušan Veličković
- Milo Gligorijević
- Velizar Zečević
- Teodor Andjelić